# Sherlock Holmes e l'arma segreta
Sherlock Holmes e l'arma segreta (Sherlock Holmes and the Secret Weapon), o semplicemente L'arma segreta, è un film del 1942 per la regia di Roy William Neill, quarta pellicola gialla basata sul personaggio di Sherlock Holmes della serie interpretata dalla coppia Basil Rathbone-Nigel Bruce e prodotta da Universal Studios.
È liberamente ispirato al racconto L'avventura degli omini danzanti (The Adventure of the Dancing Men), una delle storie contenute nella raccolta Il ritorno di Sherlock Holmes (1905) di Arthur Conan Doyle.

## Trama
Sherlock Holmes finge di essere una spia nazista per aiutare lo scienziato dott. Franz Tobel e la sua nuova invenzione, una speciale bomba (così nel doppiaggio italiano: nell'originale inglese si tratta di un dispositivo di puntamento, bomb-sight), a fuggire dalla Gestapo che lo vuole catturare in Svizzera. Holmes e Franz si recano quindi a Londra, dove Holmes lo pone sotto la protezione del suo amico, il dott. Watson. Lo scienziato fugge segretamente dalla casa per raggiungere l'amata fidanzata, Charlotte Eberli, e le consegna una busta contenente un messaggio in codice dicendole di utilizzarlo nel caso gli fosse successo qualcosa, consegnando la busta a Holmes. Lasciando l'appartamento di Charlotte delle spie naziste tentano di rapirlo ma quest'operazione non ha successo grazie all'intervento di un agente di polizia.
Tobel dimostra con successo la bomba a sir Reginald Bailey. Tobel, ora sotto la protezione dell'ispettore Lestrade di Scotland Yard, dice a sir Reginald che solo lui conosce il segreto del funzionamento di quella bomba e che i piani per la sua realizzazione sono segreti essi stessi. Egli ha separato la sua invenzione in quattro parti, ciascuna delle quali è stata consegnata a un differente scienziato svizzero che solo lui conosce, per costruire separatamente le varie parti di modo che nessuno dei quattro potesse impossessarsi dell'intera bomba, non conoscendo chi produce le altre parti. Poco dopo, Holmes riceve una chiamata da Lestrade che gli riporta l'avvenuta scomparsa di Tobel. Holmes si reca all'appartamento di Charlotte la quale gli consegna la busta di Tobel. In realtà il messaggio contenuto nella busta è stato sostituito dal nemico di Holmes, il professor Moriarty.
Travestitosi da Ram Singh, uno dei vecchi amici di Moriarty, Holmes va alla ricerca di informazioni a Soho e qui incontra due marinai, Peg Leg e Jack Brady, ma viene catturato da Moriarty. Holmes viene posto in una cassa a doppio fondo, ma viene recuperato da Watson e Lestrade che si sono messi sulle sue tracce e sospettano per l'eccessivo peso che i due uomini stanno trasportando per una cassa tutto sommato piccola. Holmes ritorna all'appartamento di Charlotte alla ricerca di qualche indizio sul messaggio originario contenuto nella busta e trova, impresso su un foglio di carta sotto quello usato da Tobel per scrivere il messaggio. Holmes riesce ad identificare dove si trovano tre scienziati, ma gli manca il quarto nome che è stato ulteriormente alterato dallo stesso Tobel per maggiore precauzione; ben presto però Holmes scopre che Moriarty ha già ucciso i tre scienziati per impossessarsi delle loro parti. Nel frattempo Moriarty non è in grado come Holmes di decifrare l'ultima riga e tortura Tobel per farsi dare il nome del quarto scienziato. Holmes capisce che il nome è da guardare allo specchio e trova il nome del quarto uomo, il professor Frederick Hoffner. 

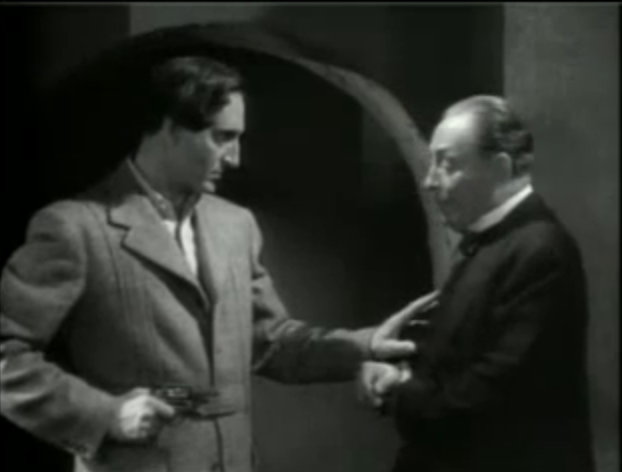
Sherlock Holmes nello scontro finale con il professor Moriarty

Moriarty riesce anch'egli accidentalmente a decifrare il codice e manda dei propri uomini per rapire Hoffner, il quale ha inoltre l'intelligenza per poter riunire le quattro parti nel caso in cui Tobel non riesca a rimettersi dalle torture. Holmes nel frattempo è già giunto dal professor Hoffner e ne ha preso le sembianze mettendolo al sicuro. Holmes viene rapito e si trova a faccia a faccia con Moriarty il quale però lo riconosce e minaccia di ucciderlo con la pistola. Puntando sulla vanità di Moriarty e con l'intento di guadagnare tempo per permettere ai suoi amici di salvarlo, Holmes suggerisce a Moriarty di ucciderlo invece per dissanguamento "goccia a goccia". Holmes viene salvato all'ultimo da Watson e Lestrade con l'aiuto di Hoffner. Scotland Yard cattura le spie, ma Moriarty riesce a fuggire attraverso un passaggio segreto nel quale però si trova una trappola che Holmes aveva scoperto in precedenza e attivato, tranello che fa precipitare nel vuoto della scogliera sottostante il professore.

## Curiosità
- Questo è il secondo film di "Sherlock Holmes" interpretato da Basil Rathbone nel quale Moriarty muore. Moriarty era già morto, gettato giù dalla Torre di Londra da Holmes, nel film del 1939 Le avventure di Sherlock Holmes.
- Durante il corso dell'avventura, Holmes adotta il travestimento di un vecchio venditore di libri tedesco, del minaccioso e sfregiato marinaio Ram Singh, e dello scienziato svizzero Professor Hoffner. Il travestimento da venditore di libri fu parodiato nel film La pantera rosa del 1963.
- Il film segna la prima apparizione di Dennis Hoey nella parte dell'Ispettore Lestrade, detective di Scotland Yard che, insieme a Watson, fornisce la maggior parte dei siparietti comici nella serie di pellicole di Sherlock Holmes con Rathbone.
- Lionel Atwill era già apparso in precedenza nel film Sherlock Holmes e il mastino di Baskerville (1939) nel ruolo del Dott. Mortimer.